# Panathīnaïkos Athlītikos Omilos 1999-2000 (pallacanestro maschile)
Questa voce raccoglie le informazioni riguardanti il Panathīnaïkos B.C. nelle competizioni ufficiali della stagione 1999-2000.

## Stagione
La stagione 1999-2000 del Panathīnaïkos è la 49ª nel massimo campionato greco di pallacanestro, l'A1 Ethniki.

## Roster
Aggiornato al 18 luglio 2018.
| Panathīnaïkos BSA 1999-00 | Panathīnaïkos BSA 1999-00 |
| Giocatori                 | Staff tecnico             |
| ------------------------- | ------------------------- |

| N. | Naz.                                       | Ruolo | Nome                    | Anno | Alt.   | Peso   |  |
| -- | ------------------------------------------ | ----- | ----------------------- | ---- | ------ | ------ |  |
| 4  | Grecia (bandiera)                          | AP    | Fragkiskos Alvertīs (C) | 1974 | 206 cm | 102 kg |  |
| 5  | Grecia (bandiera)                          | P     | Giōrgos Kalaitzīs       | 1976 | 195 cm | 95 kg  |  |
| 6  | Germania (bandiera)                        | P     | Michael Koch            | 1966 | 190 cm | 86 kg  |  |
| 7  | Stati Uniti (bandiera) · Spagna (bandiera) | AG    | Johnny Rogers           | 1963 | 208 cm | 102 kg |  |
| 8  | Grecia (bandiera)                          | AG    | Antōnīs Fōtsīs          | 1981 | 209 cm | 105 kg |  |
| 9  | Italia (bandiera)                          | P     | Ferdinando Gentile      | 1967 | 190 cm | 85 kg  |  |
| 10 | Jugoslavia (bandiera)                      | AP    | Dejan Bodiroga          | 1973 | 203 cm | 105 kg |  |
| 11 | Grecia (bandiera)                          | G     | Nikos Mpountourīs       | 1971 | 192 cm | 86 kg  |  |
| 12 | Jugoslavia (bandiera)                      | C     | Željko Rebrača          | 1972 | 213 cm | 120 kg |  |
| 13 | Irlanda (bandiera)                         | C     | Pat Burke               | 1973 | 212 cm | 113 kg |  |
| 14 | Israele (bandiera)                         | P     | Oded Kattash            | 1974 | 192 cm | 84 kg  |  |
| 15 | Grecia (bandiera)                          | AG    | Giōrgos Karagkoutīs     | 1976 | 208 cm | 106 kg |  |
| -  | Grecia (bandiera)                          | AC    | Kōstas Maglos           | 1975 | 208 cm | 110 kg |  |
| -  | Grecia (bandiera)                          | C     | Andreas Glyniadakīs     | 1981 | 216 cm | 120 kg |  |

| Allenatore                                                              |
| - Željko Obradović                                                      |
| Assistente/i                                                            |
| - Dīmītrīs Itoudīs Legenda - (C) Capitano - (IN) Inattivo - Infortunato |

## Mercato

### Sessione estiva
| Acquisti | Acquisti            | Acquisti         | Acquisti   | Acquisti |
| R.       | Nome                | da               | Modalità   |          |
| -------- | ------------------- | ---------------- | ---------- | -------- |
| AG       | Johnny Rogers       | Olympiakos       | definitivo |          |
| AC       | Giōrgos Karagkoutīs | Paniōnios        | definitivo |          |
| C        | Željko Rebrača      | Pall. Treviso    | definitivo |          |
| P        | Oded Kattash        | Maccabi Tel Aviv | definitivo |          |

| Cessioni | Cessioni          | Cessioni          | Cessioni       | Cessioni |
| R.       | Nome              | a                 | Modalità       |          |
| -------- | ----------------- | ----------------- | -------------- | -------- |
| C        | Dino Rađa         | Zara              | fine contratto |          |
| AG       | Nikos Oikonomou   | Virtus Bologna    | fine contratto |          |
| P        | Kōstas Patavoukas |                   | ritirato       |          |
| C        | Sascha Hupmann    | Īraklīs Salonicco | fine contratto |          |